# Tyto capensis
Il barbagianni africano o barbagianni delle erbe africano (Tyto capensis (Smith, 1834)) è un uccello rapace notturno appartenente alla famiglia Tytonidae, diffuso in Africa.

## Descrizione
L'aspetto è quello tipico di un barbagianni, con una faccia a cuore e le zampe completamente piumate. Il piumaggio è marrone scuro con ventre biancastro.

## Biologia
Specie terricola con dieta a base di roditori e di altri piccoli animali. Sono preda dei leopardi, che spesso rubano i pulcini dai nidi nei tronchi.

## Distribuzione e habitat
Ha un ampio areale che si estende in gran parte dell'Africa subsahariana (Angola, Burundi, Camerun, Repubblica del Congo, Repubblica Democratica del Congo, Etiopia, Kenya, Lesotho, Malawi, Mozambico, Ruanda, Sudafrica, Swaziland, Tanzania, Uganda, Zambia e Zimbabwe).
Vive presso paludi e zone ricche di vegetazione.